# Kîzîlove, Simferopol
Kîzîlove (în ucraineană Кизилове) este un sat în comuna Perove din raionul Simferopol, Republica Autonomă Crimeea, Ucraina.

## Demografie
Componența lingvistică a localității Kîzîlove
     Rusă (90,11%)
     Ucraineană (8,96%)
     Alte limbi (0,46%)
Conform recensământului din 2001, majoritatea populației localității Kîzîlove era vorbitoare de rusă (90,11%), existând în minoritate și vorbitori de ucraineană (8,96%).